# Almásfüzitő
Almásfüzitő es un pueblo húngaro perteneciente al distrito de Komárom, condado de Komárom-Esztergom.

## Superficie
Cuenta con una superficie de 8,18 km².

## Demografía
Hasta 2024 la población era de 2104 habitantes, con una densidad de población de 257,21 hab/km².
| Gráfica de evolución demográfica de Almásfüzitő entre 2020 y 2024 |
|                                                                   |
| Datos según la Oficina Central de Estadística de Hungría.         |